# Landar Components
Landar Components Ltd. war ein britischer Hersteller von Automobilen.

## Unternehmensgeschichte
Die Brüder Peter und Clive Radnall gründeten 1962 das Unternehmen in Birmingham und begannen mit dem Bau von Rennwagen. 1965 folgten einige Straßenfahrzeuge. Der Markenname lautete Landar. 1967 endete deren Produktion. Eine andere Quelle gibt den Produktionszeitraum mit 1968 bis 1970 an. Insgesamt entstanden zehn Exemplare. Außerdem stellte das Unternehmen 1967 Smithfield genannte Rennwagen für die Formel V her.

## Fahrzeuge
Das einzige Straßenfahrzeug war der R 6. Das Fahrzeug basierte auf dem Mini. Die offene zweisitzige Karosserie war im Stile eines Rennsportwagens gestaltet. Die Höhe betrug nur etwa 76 cm (30 Inch). Ein kanadisches Unternehmen übernahm 1970 das Projekt.